# My Resurrection
My Resurrection è il quinto album della hard rock band Brazen Abbot, uscito nel 2005.
Questo è il primo disco in studio orfano della sezione strumentale degli Europe; alle voci tornano ad alternarsi alcuni celebri frontman della scena hard rock mondiale: uno su tutti Joe Lynn Turner.

## Tracce
1. My Resurrection – 5:47
2. Bad Madman – 5:48
3. Godforsaken – 5:20
4. Dreams – 5:40
5. Flyin' Blind – 4:25
6. Another Day Gone – 5:10
7. More Than Money – 4:34
8. The Shadows – 4:09
9. Beggar's Lane – 6:22
10. Rage of Angels – 4:25
11. Lost – 4:27
12. Shades of Grey – 6:23

## Formazione
Gruppo
- Nikolo Kocev - chitarre, tastiere, percussioni (piano sulla traccia 8)
- Mattias Knutas - batteria
- Nelko Kolarov - piano, tastiere, organo
- Wayne Banks - basso

Voci
- Joe Lynn Turner (tracce: 1, 4, 7, 10)
- Tony Harnell (tracce: 3, 6, 11)
- Göran Eldman (tracce: 2, 5, 9, 12)
- Erik Mårtensson (tracce 8, 9, 10)